# Пам'ятки архітектури Роменського району
У Роменському районі Сумської області на обліку перебуває 25 пам'яток архітектури.
| №  | Назва                     | Дата спорудження | Місце                                               |  |
| -- | ------------------------- | ---------------- | --------------------------------------------------- |  |
| 1  | Вітряк                    | XX ст.           | с. Артюхівка                                        |  |
| 2  | Сільське 4-класне училище | 1913             | с. Біловоди                                         |  |
| 3  | Успенська церква          | 1886             | с. Біловоди                                         |  |
| 4  | Миколаївська церква       | 1791—1794        | с. Глинськ.                                         |  |
| 5  | Сільське 4-класне училище | 1913             | с. Глинськ.                                         |  |
| 6  | Фортеця                   | XVIII ст.        | с. Глинськ                                          |  |
| 7  | Вітряк                    | 1924             | с. Житне                                            |  |
| 8  | Василівська каплиця       | 1821             | с. Кропивенці                                       |  |
| 9  | Комора                    | XX ст.           | с. Левченки                                         |  |
| 10 | Троїцька церква           | 1768             | с. Левченки                                         |  |
| 11 | Вітряк                    | XX ст.           | с. Лісківщина                                       |  |
| 12 | Церковнопарафіяльна школа | 1888             | с. Москалівка                                       |  |
| 13 | Стефанівська церква       | 1907             | с. Овлаші                                           |  |
| 14 | Іоанна Богослова церква   | 1776             | с. Плавинище                                        |  |
| 15 | Миколаївська церква       | 1900-1906        | с. Пустовійтівка, територія колишнього с. Оксютинці |  |
| 16 | Троїцька церква           | 1773             | с. Пустовійтівка                                    |  |
| 17 | Різдва Христового церква  | 1764             | с. Ріпки                                            |  |
| 18 | Воскресенська церква      | 1866             | с. Сміле                                            |  |
|    |                           |                  |                                                     |  |